# Hycomat
Hycomat je poloautomatická spojka pro automobily Trabant. Konstrukčně je shodná s poloautomatickou spojkou Saxomat západoněmecké společnosti Fichtel & Sachs, vyráběnou v 50. a 60. letech 20. století.

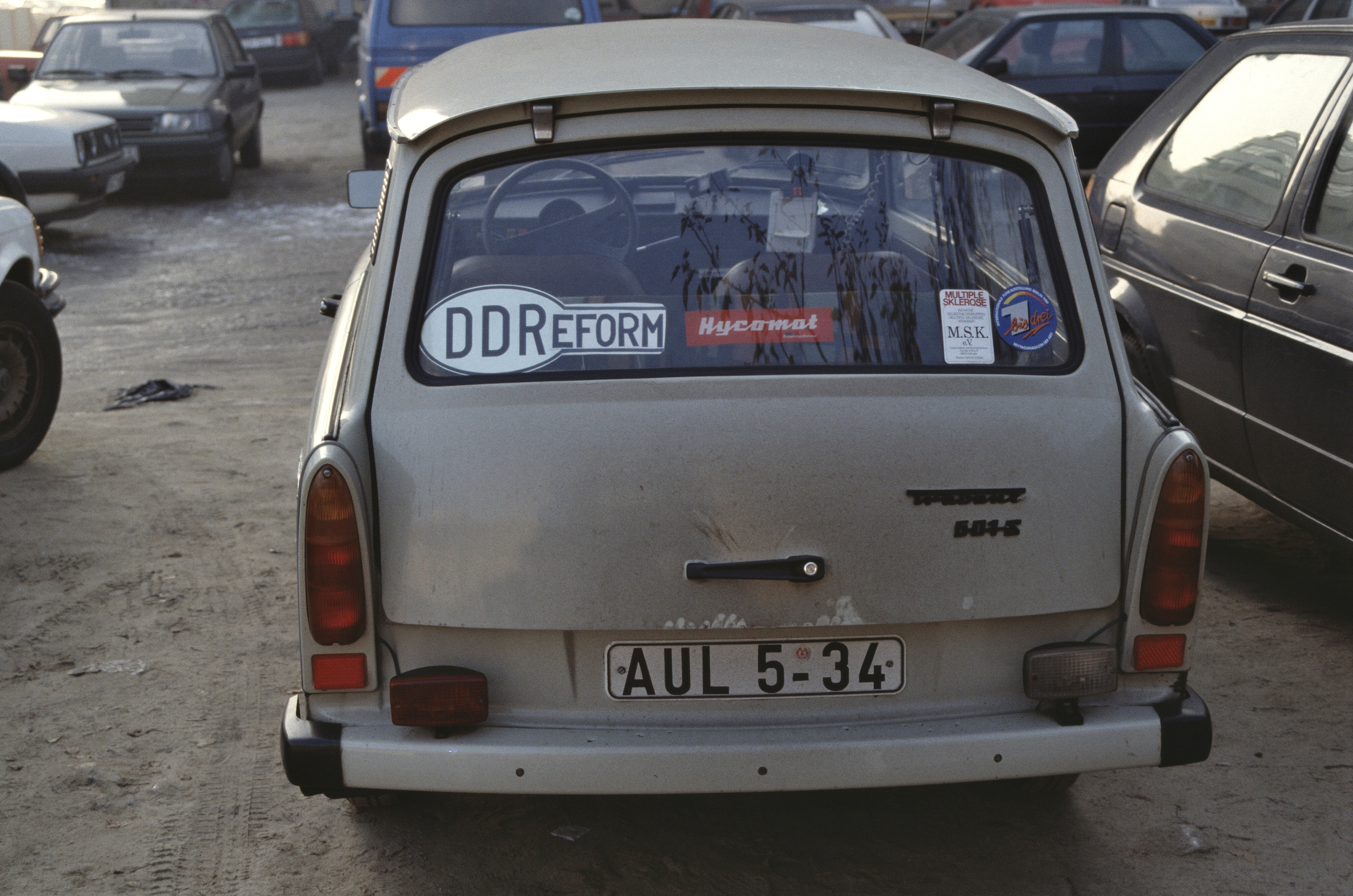
Trabant 601 S Universal s Hycomat

## Porovnání se standardními Trabanty
V únoru 1965, něco málo přes půl roku od počátku sériové výroby typu 601, se v nabídce výrobního závodu objevila varianta 601-H. Tato varianta nabízela automatizované vypínání spojky bez nutnosti sešlapovat pedál během řazení, tzv. Hycomat. Modifikace, lišící se od sériového provedení jinou řadicí pákou, jiným pedálem spojky a větším množstvím úprav pod kapotou, byla určena i na vývoz a pro invalidy.
Prodejní ceny v tehdejší ČSSR byly zhruba o 5–10 % vyšší, než u stejného provedení bez Hycomatu. I s automatizovanou spojkou se však jednalo o výrazně levnější automobil, než byly vozy ostatních běžných značek.

## Popis funkce
Zařízení pracovalo pomocí hydraulického čerpadla poháněného hřídelí procházející dutou hřídeli převodovky (čerpadlo bylo umístěno až za převodovkou a aby bylo poháněno stále, procházela převodovkou a spojkou až k motoru hřídel, která čerpadlo poháněla). Při nízkých otáčkách motoru vytvářelo čerpadlo pouze nízký tlak oleje a spojka byla rozpojená. Zvyšováním otáček motoru rostl tlak čerpadla a spojka byla postupně zapínána. Při řazení byl tento hydraulický okruh přemostěn ventilem, aby během řazení byla spojka vypnuta a bylo možné řadit jiný rychlostní stupeň. Ventil byl ovládán upravenou řadicí pákou, která obsahovala i spínač - při tlaku na řadicí páku v jakémkoliv směru tento spínač sepnul a ventil snížil tlak v hydraulickém systému; tím dojde k vypnutí spojky.
Spojkový pedál byl upravené konstrukce a v režimu, kdy hycomat normálně pracoval, byl sešlápnut až k podlaze a zajištěn v této poloze. Při poruše bylo možné jej odjistit a jezdit jako s vozem bez Hycomatu. Bylo však potřeba vyvinout vyšší sílu na pedál, než u sériového vozu. Ve voze byly použity atypické díly jako kliková hřídel, hnací hřídel převodovky, řadicí páka, pedál spojky a některé další.